# Naoaki Aoyama
Naoaki Aoyama (青山 直晃?, Aoyama Naoaki; Ichinomiya, 18 luglio 1986) è un ex calciatore giapponese, di ruolo difensore.